# Friedrich Ranke
Friedrich Ranke (Lubecca, 21 settembre 1882 – Basilea, 11 ottobre 1950) è stato un filologo tedesco.
Il suo classico manuale dell'antico norreno Altnordisches Elementarbuch è ancora in uso e in tutta la letteratura sul poema di Gottfried von Strassburg, Tristan und Isold, i riferimenti al testo sono fatti seguendo la numerazione dei versi della sua edizione

## Biografia
Nacque a Lubecca dal teologo Leopold Friedrich Ranke e da sua moglie Julie (von Bever) (1850-1924); suoi fratelli erano gli egittologi Hermann e Otto Ranke (1880-1917).
Si laureò al Katharineum a Lubecca, studiò filologia nordica, inglese e tedesca nelle università di Gottinga (1902/03), Monaco di Baviera (1903/05) e Berlino (1905/07). A Monaco studiò con il folklorista Friedrich von der Leyen, un pioniere della materia.
A Berlino pubblicò la sua prima opera intitolata Sprache und Stil im Wälschen Gast des Thomasin von Circlaria.
In un periodo trascorso all'Università di Strasburgo produsse un'opera sul folklore tedesco intitolata Der Erlöser in der Wiege; ein Beitrag zur Deutschen Volkssagenforschung (1911).
Dal 1912 Ranke occupò una cattedra come insegnante a Gottinga. Dopo il ritorno dal servizio nella prima guerra mondiale, fu nominato assistente e, dal 1921, professore ordinario di filologia tedesca nell'Università di Königsberg; nel 1930 occupò la stessa cattedra nell'Università di Breslavia, dalla quale, nel 1937, avendolo i nazisti privato dell'insegnamento, passò all'Università di Basilea, in Svizzera, dove rimase fino alla morte, sempre come professore di filologia tedesca.

## Opere principali
- Die deutschen Volkssagen. Monaco di Baviera, 1910.
- Der Erlöser in der Wiege: ein Beitrag zur deutschen Volkssagenforschung. Monaco di Baviera, 1911.
- Tristan und Isold. Munich 1925 (Bücher des Mittelalters; 3), Berlino, 1930.
- Die Allegorie der Minnegrotte in Gottfrieds Tristan. Berlino, 1925.
- Volkssagenforschung. Vorträge und Aufsätze. Breslau, 1935 (Deutschkundliche Arbeiten/A; 4).
- Altnordisches Elementarbuch. Schrifttum, Sprache, Texte mit Übersetzung und Wörterbuch. Berlino, 1937.
- Gott, Welt und Humanität in der deutschen Dichtung des Mittelalters. Basel, 1952.

I suoi articoli sono stati assemblati e ristampati come Kleinere Schriften. Berna / Monaco di Baviera, 1971 (in serie Bibliotheca Germanica 12).
- Die Überlieferung von Gottfrieds Tristan. Darmstadt, 1974.

Ci sono resoconti dettagliati di Ranke, di Hartmut Freytag inː Alken Bruns (a cura di), Lübecker Lebensläufe, Neumünster: Karl Wachholtz Verlag, 1993, ISBN 3-529-02729-4, pp. 317-320; e di Rolf-Wilhelm Brednich in Enzyklopädie des Märchens, vol. 11 (2004), pp. 203–207.